# Villa Tunari
Villa Tunari és una localitat i municipi de la regió central de Bolívia, situat a la província del Chapare del departament de Cochabamba. La localitat es troba a 160 km al nord-est de la ciutat de Cochabamba i el municipi té una superfície de 11.095 km². Limita al nord amb el departament del Beni, a l'est amb la província de Carrasco, al sud amb la província de Tiraque, al sud-oest amb els municipis de Colomi i Sacaba i la província de Quillacollo, i a l'oest amb la província d'Ayopaya.
Pel municipi travessa la carretera asfaltada Ruta 4 que connecta la localitat de Villa Tunari amb la ciutat de Cochabamba a l'oest i amb Santa Cruz de la Sierra a l'est.
La majoria de la població és d'ascendència quítxua i l'idioma més parlat és l'espanyol i el quítxua. Les principals localitats del municipi de Villa Tunari són Eterazama, Villa 14 de Septiembre, Villa Porvenir, Chipiriri, Isinuta i Samuzabety.

## Descripció
El poble es troba en una regió de gran bellesa natural, a la confluència dels rius Espíritu Santo i San Mateo que en unir-se formen el riu Chapare. El clima és plujós i càlid, amb temperatures de fins a 35 °C. El poble es troba al bell mig de la selva tropical, envoltat de vegetació i una àmplia varietat de fauna. Als seus voltants hi ha diversos parcs, entre ells, el Parc Machia i el Parc Nacional Carrasco. Al primer es troba el refugi de fauna Inti Wara Yassi, on es preserven nombrosos animals en captivitat.
Atès que el Chapare és la principal zona productora de coca de Bolívia i una de les principals d'Amèrica del Sud, a Villa Tunari s'hi havien produït històricament enfrontaments violents entre camperols cocalers del sindicat Federación Especial de Trabajadores Campesinos del Trópico de Cochabamba (FETCTC) i efectius de les forces policials. El pitjor d'ells va tenir lloc el 27 de juny de 1988 quan 12 persones van ser massacrades per efectius de la Unidad Móvil Policial para Áreas Rurales (UMOPAR).
La producció de coca s'ha incrementat considerablement en els darrers anys, especialment durant el govern del president Evo Morales, fins i tot amb la invasió d'àrees protegides com el parc nacional Carrasco, el Territori Indígena del parc nacional Isiboro-Secure (TIPNIS) i altres àrees on hi estava prohibit el seu cultiu.